# Elephantomyia (Elephantomyia) pertenuis
Elephantomyia (Elephantomyia) pertenuis is een tweevleugelige uit de familie steltmuggen (Limoniidae). De soort komt voor in het Neotropisch gebied.